# George Byng (1764-1847)
George Byng (17 mai 1764 - 10 janvier 1847), de Wrotham Park dans le Middlesex (aujourd'hui Hertfordshire), et de Wentworth House, 5, St James's Square, Londres est un homme politique britannique Whig.

## Biographie
Il est le fils aîné et l'héritier de George Byng (1735-1789) (fils aîné de Robert Byng (1703-1740), troisième fils de l'amiral George Byng, 1er vicomte Torrington (1663-1733),) de Wrotham Park, et de son épouse Anne Conolly, fille de William Conolly (d.1754), de Stratton Hall, Staffordshire et de Castletown, co. Kildare députét. La mère d'Anne est Anne Wentworth, fille de Thomas Wentworth (1er comte de Strafford) (1672-1739). Son plus jeune frère est le maréchal John Byng (1er comte de Strafford) (1772-1860), élevé à la pairie en 1847 avec la même désignation territoriale que le comté de ses cousins maternels, qui s'est éteint en 1799.

## Carrière

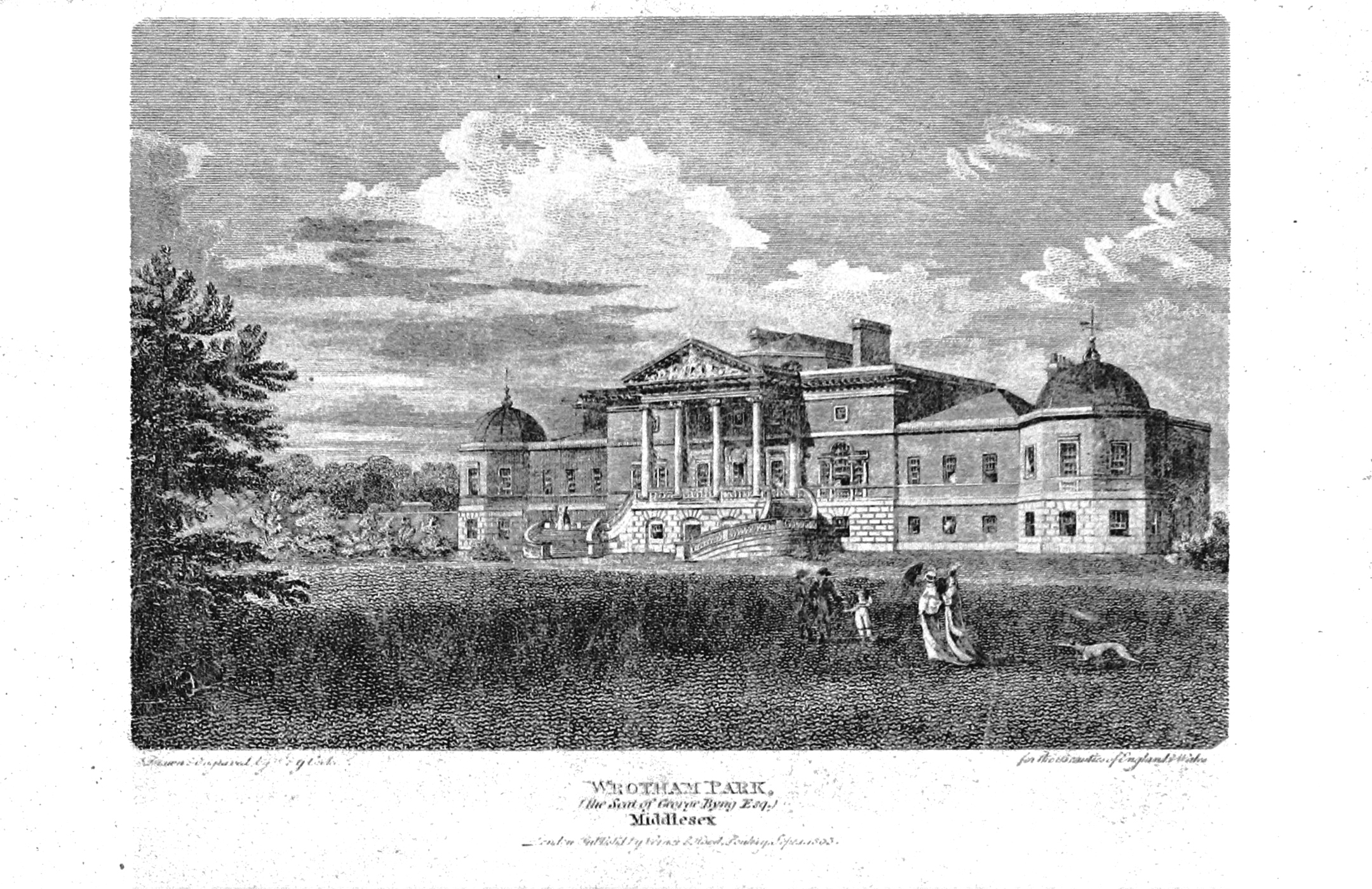
Wrotham Park en 1820

Il fait ses études à l'Université de Göttingen en 1780 où il étudie auprès de Georg Christoph Lichtenberg. Il est élu député pour Middlesex en 1790, poste qu'il occupe jusqu'à sa mort, 57 ans plus tard. Au cours de ses premières années, il est associé de Charles James Fox. Entre 1832 et 1847, il est Doyen de la Chambre. Il se voit offrir une pairie afin d'augmenter la majorité whig à la Chambre des lords avant la loi de réforme de 1832, mais refuse. Il est également sous-lieutenant et juge de paix pour Middlesex.

## Mariage
En 1797, il épouse Harriet Montgomery, fille de William Montgomerie, 1er baronnet de Macbie Hill, Peebles mais n’avait pas d’enfants.
Il meurt le 10 janvier 1847 âgé de 82 ans. Son héritier est son frère cadet, le maréchal John Byng (1er comte de Strafford) (1772-1860), élevé à la pairie la même année.